# 迪法恩斯堡 (亞利桑那州)
迪法恩斯堡（英語：Fort Defiance）是位於美國亞利桑那州阿帕契縣的一個人口普查指定地區。根據2010年美國人口普查，該地人口為3624人，而該地的面積約為15.76平方千米。

## 地理
迪法恩斯堡的座標為35°44′31″N 109°04′00″W / 35.74194°N 109.06667°W，而該地最高點為海拔高度2084米（即6836英尺）。